# Скавениус, Эрик
Эрик Юлиус Кристиан Скавениус (13 июля 1877 — 29 ноября 1962) — датский министр иностранных дел в 1909—1910, 1913—1920 и 1940—1943 гг., а также премьер-министр Дании с 1942 по 1943 год, во время оккупации Дании вплоть до прекращения полномочий датского правительства оккупационными властями. Занимал должность министра иностранных дел во время Первой мировой войны, референдума за возвращение Северного Шлезвига в состав Дании, а также в годы немецкой оккупации.

## Молодость
Семья Скавениус принадлежала к датской знати. Семейной традицией была карьера дипломата — в частности, из неё происходили два предыдущих министра иностранных дел. Окончил университет по специальности экономика в 1901 году. Вскоре он поступил на работу в Министерство иностранных дел Дании. Был секретарем датского посольства в Берлине с 1906 по 1908 г., а затем стал начальником отдела в Министерстве.

## Дипломат
Был посланником в Вене и Риме с 1912 по 1913 г. и в Стокгольме с 1924 по 1932 год. С 1932 по 1940 год был председателем правления крупной ежедневной газеты Politiken. Был владельцем крупного поместья с 1915 по 1946 год. После 1945 года пережил семейные и экономические трудности.

## В правительстве Дании
Был депутатом ландстинга (верхней палаты парламента Дании до 1953 года) с 1918 по 1920 и с 1925 по 1927 год от социал-либеральной партии. Был председателем партийной организации с 1922 по 1924 год.
Назначение 32-летнего Скавениуса на должность министра иностранных дел в социал-либеральном кабинете (1909—1910) стало неожиданностью. Был повторно назначен на ту же должность, когда партия сформировала новый кабинет в 1913 году. Во время Первой Мировой войны решительно поддерживал «немецкий курс», политику удержания Дании от участия в конфликте с соседней Великой державой за счет согласования интересов. Среди прочего, он поддержал требования немцев заминировать Датские проливы в августе 1914 года.
В должности министра иностранных дел сыграл важную роль на переговорах по поводу возвращения Южного Шлезвига в состав Дании после войны. Скавениус был одним из главных защитников официальной позиции датского правительства, выступая за возвращение только тех территорий, где было явное большинство этнических датчан (см. Пасхальный кризис 1920). Эта позиция противостояла взглядам «максималистов», которые требовали возврата всех территорий, когда-либо ранее принадлежавших Дании, к югу от «Даневирке».

### Оккупация Дании

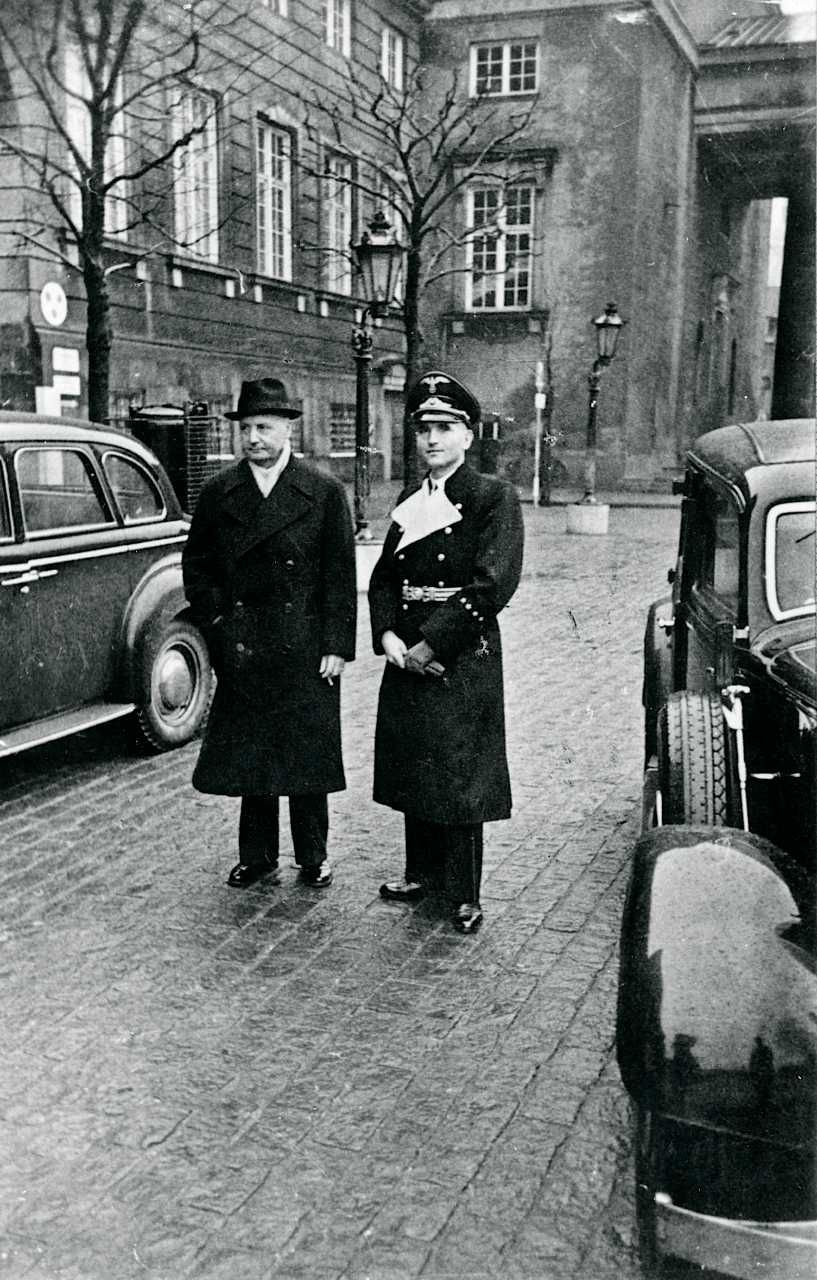
Эрик Скавениус (слева) с немецким послом в Дании, д-ром Вернером Бестом.

Скавениус занял пост министра иностранных дел во время немецкой оккупации Дании. В этой должности он был важнейшим связующим звеном между датским правительством и германскими властями. Кроме того, он был назначен премьер-министром на непродолжительный срок сразу после «кризиса телеграммы» (когда в 1942 г. король Дании ответил Гитлеру демонстративно резкой телеграммой на поздравление последнего). В этот период социал-либеральная партия дистанцировалась от взглядов Скавениуса, хотя и принимала его официальную линию наряду с другими партиями, входившими в состав правящей коалиции.
Скавениус очень опасался, что эмоциональное общественное мнение помешает его попыткам компромисса между датским суверенитетом и оккупационными властями. Он считал себя защитником интересов Дании. После войны его позиция подверглась общественному осуждению, в частности, со стороны участников активного сопротивления, которые считали, что он создавал помехи сопротивлению и унижал национальную честь Дании.
29 августа 1943 года потерял все полномочия, поскольку немецкие оккупационные власти распустили датское правительство после отказа применить жёсткие меры против участников беспорядков, направленных против немцев. Его кабинет ушел в отставку в 1943 году, после чего деятельность правительства была приостановлена оккупационными властями. Король Кристиан X официально не принял отставку, поэтому кабинет существовал де-юре, пока не было сформировано новое правительство после освобождения Дании 5 мая 1945 года. Скавениус находился в политической изоляции после 1945 года, но парламентская комиссия по расследованию проступков во время оккупации в докладе 1955 г. не нашла повода, чтобы направить его дело в высокий суд Королевства за ненадлежащее исполнение обязанностей.
Его политика примирения и компромисса по отношению к нацистским оккупационным властям в Дании во время Второй мировой войны продолжает быть весьма спорным моментом в датской истории. Часть историков считает, что это был необходимый компромисс для защиты датского государства и народа, тогда как другие рассматривают его как чрезмерно уступчивого по отношению к тоталитарной власти гитлеровской Германии.

## Наследие
Был сторонником традиции элитарного правления, и не доверял демократически избранным политикам в то время, когда традиции представительной демократии набирали силу и влияние. Он считал, что многие из популярных политиков скорее стремились добиться популярности среди невежественных масс любыми средствами и не были достаточно компетентны, чтобы решать реальные проблемы. Например, в ходе переговоров по поводу возвращения территорий Дании после Первой мировой войны, он выступал за более осторожный подход по сравнению с многими другими националистическими деятелями: считал, что территории, которые были в основном населены немцами, должны были остаться в составе Германии.
Продолжается спор о его наследии, а сам он остается одной из самых противоречивых фигур в истории датской политики. Например, на 60-летнюю годовщину роспуска правительства оккупантами 29 августа премьер-министр Андерс Фог Расмуссен высказал резкую критику в адрес своего предшественника за его позицию, заявив, что она было наивной и морально неприемлемой. С другой стороны, такие историки, как Бо Лидегаард и Сёрен Мёрх, утверждают, что только благодаря политике Скавениуса Дания избежала страшных тягот войны и репрессий оккупантов. Бертель Хардер, в то время — министр в правительстве Расмуссена, отверг терию Лидегаарда в 2005 году, назвав его ревизионистом и заявил, что Скавениус проводил необоснованно прогерманскую политику, что помогло Германии дольше продержаться в войне.
Предложение о переименовании улицы, названной в честь Акселя Ларсена, основателя Социалистической народной партии, в честь бывшего премьер-министра, было сочтено слишком спорным, и не было одобрено Копенгагенским Советом по наименованию улиц в 2012 году.
Согласно документам, обнаруженным в датской Королевской библиотеке, в 1961 году Скавениусу сообщили, что он будет награждён израильской Медалью доблести. Медаль должна была вручить ему Элеонора Рузвельт на церемонии в США в том же году, но из-за слабого здоровья Скавениус был вынужден отменить поездку. По неизвестным обстоятельствам медаль так никогда и не была официально вручена ему.

## Список литературы
- Review of historian Bo Lidegaard’s description of Scavenius in «Dansk Udenrigspolitisk Historie» (датск.)(датск.)

1. ↑  Erik Scavenius // Brockhaus Enzyklopädie (нем.)
2. ↑  Erik Scavenius // Munzinger Personen (нем.)
3. ↑  Lidegaard, Bo. En fortælling om Danmark i det 20. Århundrede (датск.). — Copenhagen: Gyldendal, 2011. — С. 98.
4. 1 2  Lemhag, Linn (8 декабря 2012). Who is ... Erik Scavenius?. The Copenhagen Post. Архивировано 31 декабря 2014. Дата обращения: 30 декабря 2014.
5. ↑  Stenstrup, Brita (8 ноября 2003). Kampen om Scavenius' eftermæle [The fight for Scavenius' Legacy]. Berlingske Tidende (датск.). Архивировано 12 мая 2014. Дата обращения: 14 февраля 2013.
6. ↑  Bertel, Haarder (21 сентября 2005). Nye myter om samarbejdspolitikken [New myths about the "cooperation policy"]. Information (датск.). Архивировано 14 мая 2013. Дата обращения: 14 февраля 2013.
7. ↑  Israel ville give omstridt Scavenius fortjenstmedalje. Morgenavisen Jyllands-Posten (датск.). Ritzau's Bureau. 23 октября 2015. Архивировано 24 октября 2015. Дата обращения: 4 апреля 2018.